# Symphylella oviceps
Symphylella oviceps är en mångfotingart som beskrevs av Michelbacher 1939. Symphylella oviceps ingår i släktet findvärgfotingar, och familjen slankdvärgfotingar. Inga underarter finns listade i Catalogue of Life.